# 歴史ドキュメント
『歴史ドキュメント』（れきしドキュメント）は、1984年9月24日から1988年4月1日までNHK総合で放送されていたテレビ番組。

## 概要
ロマンあふれる古代から明治までの日本の歴史を、本格的なドキュメンタリーとして制作した大型歴史スペシャル番組。

## 放送リスト
| 放送日         | サブタイトル                                           | ゲスト                                       |
| -------------- | ------------------------------------------------------ | -------------------------------------------- |
| 1984年9月24日  | 追跡・謎の黒髪 〜秘められた北条政子の素顔〜            | 永井路子、瀬戸内寂聴、岩下志麻（北条政子役） |
| 1984年9月25日  | 家康からの贈り物 〜謎の辻が花小袖〜                    | 旭堂小南陵                                   |
| 1985年11月30日 | 正倉院宝物 〜謎の流出ルートを追え〜                    |                                              |
| 1985年12月7日  | 北斎が200人いた                                        | 米倉斉加年                                   |
| 1985年12月14日 | 幕府御用金を追え 沈船 早丸の謎                         |                                              |
| 1985年12月21日 | 消えた銅鐸王国 もうひとつの日本                        |                                              |
| 1986年1月4日   | 推理・八代目團十郎事件 〜スーパースターはなぜ散った?〜 |                                              |
| 1986年1月11日  | 家康暗殺計画の謎 加藤唐九郎・織部を追う                | 加藤唐九郎                                   |
| 1986年1月18日  | 再現・女王卑弥呼の錦                                   |                                              |
| 1986年1月25日  | 追跡 王朝の秘薬 不老長寿の夢                           | 吉田光邦、陳舜臣                             |
| 1986年2月1日   | 幕末フランス外人部隊                                   |                                              |
| 1986年2月8日   | 虎死して骨を残す 追跡・加藤清正の虎                    |                                              |
| 1986年2月15日  | 謎の能面 〜観世一族の悲劇〜                            |                                              |
| 1986年2月22日  | 万延元年謎の銃声 〜推理 桜田門外の変〜                 | 杉本苑子                                     |
| 1986年3月1日   | 鹿鳴館は踊る・若き獅子の夫人たち                       |                                              |
| 1986年11月22日 | もうひとつの日露戦争 〜ロンドン外債市場〜              |                                              |
| 1986年11月29日 | メキシコに五稜郭の夢を見た                             |                                              |
| 1986年12月6日  | ヨコハマ・ゴールドラッシュ 〜幕末マネー戦争〜          |                                              |
| 1986年12月13日 | 吉良を討った中国三世 〜知られざる赤穂義士〜            |                                              |
| 1987年1月10日  | ニッポン情報を入手せよ 〜ペリー提督の戦略〜            |                                              |
| 1987年1月17日  | 景徳鎮は伊万里でつくれ 〜オランダ東インド会社の秘策〜  |                                              |
| 1987年1月24日  | はるかなり比叡山 〜遣唐留学僧・円載の漂白〜            |                                              |
| 1987年1月31日  | 雪のサンタマリア 〜流転の南蛮絵師たち〜                |                                              |
| 1987年2月7日   | 消えた大寺院 〜奈良・永久寺の明治維新〜                |                                              |
| 1987年2月14日  | シャムの英雄・山田長政の謎                             |                                              |
| 1987年2月21日  | 海を渡った李朝活字 〜家康の大出版計画〜                |                                              |
| 1987年2月28日  | 昆布を売った薬売り 〜追跡・日中密貿易ルート〜          |                                              |
| 1987年3月7日   | 幻の日本開国計画 〜老中田沼意次の挑戦〜                |                                              |
| 1987年11月4日  | 中世・謎の群像                                         | 永原慶二、黒田日出男、網野善彦               |
| 1987年11月5日  | 地図は国家なり 〜明治14年・参謀本部の密命〜            |                                              |
| 1988年3月27日  | 後鳥羽上皇・熊野御幸の謎                               | 戸田芳実                                     |
| 1988年4月1日   | 朝鮮通信使始末 〜幕臣・新井白石の決断〜                |                                              |